# Hombò
Hombò (?, a 987 - ?, d 1021) fou un eclesiàstic barceloní. Es creu que es va formar al Monestir de Sant Cugat del Vallès. Va destacar com a notari, jutge i diaca i per les seves habilitats en la cal·ligrafia. Se'l coneix per haver escrit el «llibre popular dels jutges», Liber judicum popularis. Hi ha una còpia del mateix conservada a la biblioteca de l'Escorial. Es tracta d'un regal del Bisbe de Vic Joan de Cardona a Felip II de Castella.